# Stenstaätten
Stenstaätten är ett nutida konventionellt namn på en svensk medeltida frälseätt som fått sitt namn efter godset Stensta i  Karlskyrka socken (nu Söderbykarls socken) i Lyhundra härad i Uppland. Ätten, som också ägde Ekeby i Rytterne socken, utdog innan Sveriges Riddarhus grundades 1625, varför den aldrig introducerades där som adelsätt.
Vapen: Stenstaätten förefaller ha fört samma vapen som Lännaätten,  två spetsar uppifrån. 

## Historia
Ätten, som är namngiven efter godset Stensta, för samma vapen som den ätt som är namngiven som Lännaätten och Nils Petersson, underlagman i Uppland 1376–1396.  anges som tillhörande Stenstaätten i en del källor,  medan han i andra källor anges tillhöra Lännaätten.  Nils Petersson uppges också ha tagit sitt mödernevapen, varför kopplingen mellan dessa två ätter, eller om det är en och samma ätt, är oklar. 
Finvid Jönsson (Stenstaätten) är omnämnd under distingen i Uppsala, januari 1422,  i Svenskt Diplomatariums huvudkartotek över medeltidsbreven i en ganska otäck arvsrättslig historia där Matts Körning har låtit skära upp sin hustrus kropp, efter att hon dött i barnsbörd, för att bli ensam arvtagare till det avlidna barnet. Men eftersom man fastställde att detta gjorts efter hennes död, och att barnet redan var dött, så utgick arvet till Finvid Jönsson och Ulf Staffansson, sannolikt Ragnhilds bror och svåger.
Februari 1422 nämns Finvid Jönssons farfar Olof Jönsson.
13 januari 1423 omnämns Finvid Jönsson och hans syster Birgitta angående gården Ekeby i Rytterne socken. Samma dag erhåller Finvid jord i Alby, Karlösa, Risslingby, Berga, Karby, Tarv, Arnö och andra platser i Uppland och Södermanland,  och 1425 tillskiftar han Heming Jakobsson jord i Rinkaby på Lovö mot jord i Söderby på Munsö i Säter och Färentuna socken. och  köper av ”Asse Jepsson”  jord i ”Sevista” i Husby-Sjutolfts socken och Ekeby i Gamla Uppsala socken. 
29 juni 1436 är Finvid Jönsson avliden.

## Oklar koppling
Karin Persdotter, änka efter Finvid Jönsson på Otava ö i Masku socken, och hennes son Niklis Finvidsson pantsätter för 21 mark till Nådendals kloster nästra Kaita holme invid nämnda ö.

## Släkttavla
1. Nils. (möjligen den Nils Petersson (Lännaätten) som var underlagman i Uppland 1376–1396)[15][3]
  1. Jöns Nilsson (Stenstaätten). [16]
    1. Magnus Jönsson. [16]
      1. Bengt Magnusson i Stenstada, också känd som  Bengt Svarte, levde 1411. Han var gift 1375 med Märta Birgersdotter (Sparre av Hjulsta och Ängsö) som fick i morgongåva två markland jord i Forssa i Stensta socken och en markland jord i Kårstad i Långhundra härad.[17]

    2. Olof Jönsson (Stenstaätten). [16]
      1. Jöns Olofsson (Stenstaätten). [16]
        1. Finvid Jönsson (Stenstaätten), gift med Katarina van Exen. dotter till Eggert van Exen, bonde, i Närdinghundra härad.[18]
        2. Birgitta Jönsdotter (Stenstaätten), död senast 1423. Hon var gift 1411 (morgongåva 18.11 1411) med Ulf Staffansson (Ulv) (Ulvätten).[19] I Rötters anbytarforum anges Birgitta Jönsdotter som Olof Jönssons brorsdotter och Finvid Jönssons syster. [20]
        3. Möjligen var Ragnhild (död i barnsbörd 1422), gift med Matts Körning, väpnare och häradshövding i Öknebo[21] en syster till Finvid och Birgitta, enligt en ej bekräftad uppgift sida på Myheritage.[22]